# Rue des Saussaies (film)
Cet article concerne l'œuvre cinématographique. Pour la voie du 8e arrondissement de Paris, voir Rue des Saussaies.
Pour plus de détails, voir Fiche technique et Distribution.
Rue des Saussaies est un film français, réalisé par Ralph Habib, dont c'est le premier long-métrage, sorti en 1951.

## Synopsis
Jeanne, une chanteuse de cabaret, veut venger la mort de son frère, tué par un gangster. Elle utilisera un inspecteur de police, infiltré dans la bande de son frère, pour parvenir à ses fins.

## Fiche technique
- Titre : Rue des Saussaies
- Réalisation : Ralph Habib
- Scénario : Raymond Caillava, J. Bloch-Morhange
- Photographie : Jean Bourgoin
- Montage : Borys Lewin
- Musique : Bruno Coquatrix et Marc Lanjean
- Décors : Paul Bertrand
- Costumes : Jacques Costet
- Producteur : Adolphe Osso
- Directeur de production : Claude Pessis
- Société de production : Films Vendôme
- Distributeurs : Columbia Films
- Pays de production :  France
- Format : Noir et blanc — 35 mm — 1,37:1 — Son mono
- Genre : Film policier
- Durée : 85 minutes
- Date de sortie : 
  - France : 23 mars 1951

## Distribution
- Anne Vernon : Jeanne Masson, une chanteuse de cabaret dont le frère a été assassiné par un gangster
- Maurice Régamey : l'inspecteur Pierre Leblanc, un policier qui l'aide à se venger
- Aimé Clariond : Cortedani, le chef de la bande de gangsters
- René Blancard : l'inspecteur Martial
- Yvonne Dany
- Jean-Jacques Lecot : Un gangster
- Simone Michels : Gaby
- François Patrice : Roger Masson
- Pierre Sergeol : Albert
- Jean-Marc Tennberg : Dédé le fada
- Marc Valbel : Brasier, un gangster
- André Valmy : le commissaire Didier
- Raymond Raynal : Raoul
- Pierre Goutas : un gangster
- Charles Vissières : le témoin
- Marcel Melrac : un inspecteur
- François Joux : le docteur
- Robert Moor : le chimiste